# 다테이시 요시오
다테이시 요시오(立石義雄, 1939년 11월 1일 ~ 2020년 4월 21일)는 일본의 기업인이다. 오므론의 창업주 다테이시 가즈마의 아들로, 오므론의 경영을 맡았다.
코로나19 범유행중이던 2020년 4월 2일 발열 증세를 보여 5일 병원에서 폐렴 진단을 받았다. 그 다음날인 6일 코로나19에 확진되었다고 발표했다. 21일 교토의 병원에서 사망했다.